# Melanorosauridae
mélanorosauridés
Famille
Genres de rang inférieur
- † Camelotia
- † Lessemsaurus
- † Melanorosaurus

Les Melanorosauridae (mélanorosauridés en français) constituent une famille fossile de dinosaures sauropodomorphes autrefois classé dans le sous-ordre aujourd'hui obsolète des prosauropodess. Le taxon des Melanorosauridae est peu utilisé dans les analyses cladistiques actuelles,.
Ils ont vécu du Trias supérieur au Jurassique inférieur.

## Historique
Le terme « mélanorosauridé » a été utilisé pour la première fois par Friedrich von Huene en 1929. Huene assigna plusieurs familles de dinosaures au sous-ordre des Prosauropoda : les Anchisauridae, Plateosauridae, Thecodontosauridae et Melanorosauridae. Depuis lors, ces familles ont subi de nombreuses révisions avant d'être pour la plupart mises en sommeil.
En 2004, Galton et Upchurch placent les genres suivants dans la famille :
- † Camelotia ;
- † Lessemsaurus ;
- † Melanorosaurus.

## Classification
En 2007, Adam M. Yates positionne la famille des mélanorosauridés parmi les sauropodes.
Les genres rattachés à l'origine à la famille ont ensuite été directement assignés au clade des Anchisauria par Blair McPhee et ses collègues en 2014 et par Alejandro Otero et ses collègues en 2015.